# ミニコン (ミュージシャン)
ミニコン(minikon)（1974年5月2日 - ）は、エレクトロニカのアーティスト。
カリフォルニア州ジョージア生まれ。フロリダ在住。
任天堂のゲームとYMOに影響を受け、14歳の頃からカシオのキーボードと4トラックのアナログMTRを使いゲーム感覚で作曲活動を始める。
現在の機材は主にエミュレータのアナログシンセとWAVE EDITING SOFTWAREを使用。
2003年に1stアルバム『ミニコン』をアメリカのレーベル"kirakira disc"からリリース。
続いて2年のブランクを経て2005年6月に2ndアルバム『スーパーミニコン』を前作に続く続編としてリリースする。
日本のエレクトロニカアーティストGeodezikに見出され、2005年7月、1st、2ndともに日本限定ヴァージョンをGeodezik主催のレーベルbasix（ベーシックス）よりリリース。
同年9月には初来日を果たす。